# Reithrodontomys hirsutus
Reithrodontomys hirsutus és una espècie de mamífer rosegador de la família dels cricètids. És endèmic de Mèxic (Nayarit i nord-oest de Jalisco). El seu hàbitat natural són els matollars desèrtics. Està amenaçat per l'expansió dels camps de conreu d'Agave tequilana en monocultiu. El seu nom específic, hirsutus, significa ‘hirsut’ en llatí.